# Mammillaria polythele
Mammillaria polythele är en kaktusväxtart som beskrevs av Carl Friedrich Philipp von Martius. Mammillaria polythele ingår i släktet Mammillaria och familjen kaktusväxter.

## Underarter
Arten delas in i följande underarter:
- M. p. obconella
- M. p. polythele

## Bildgalleri

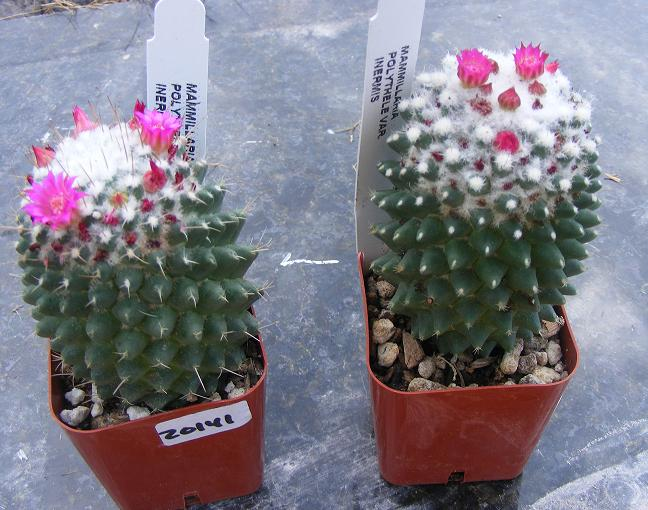
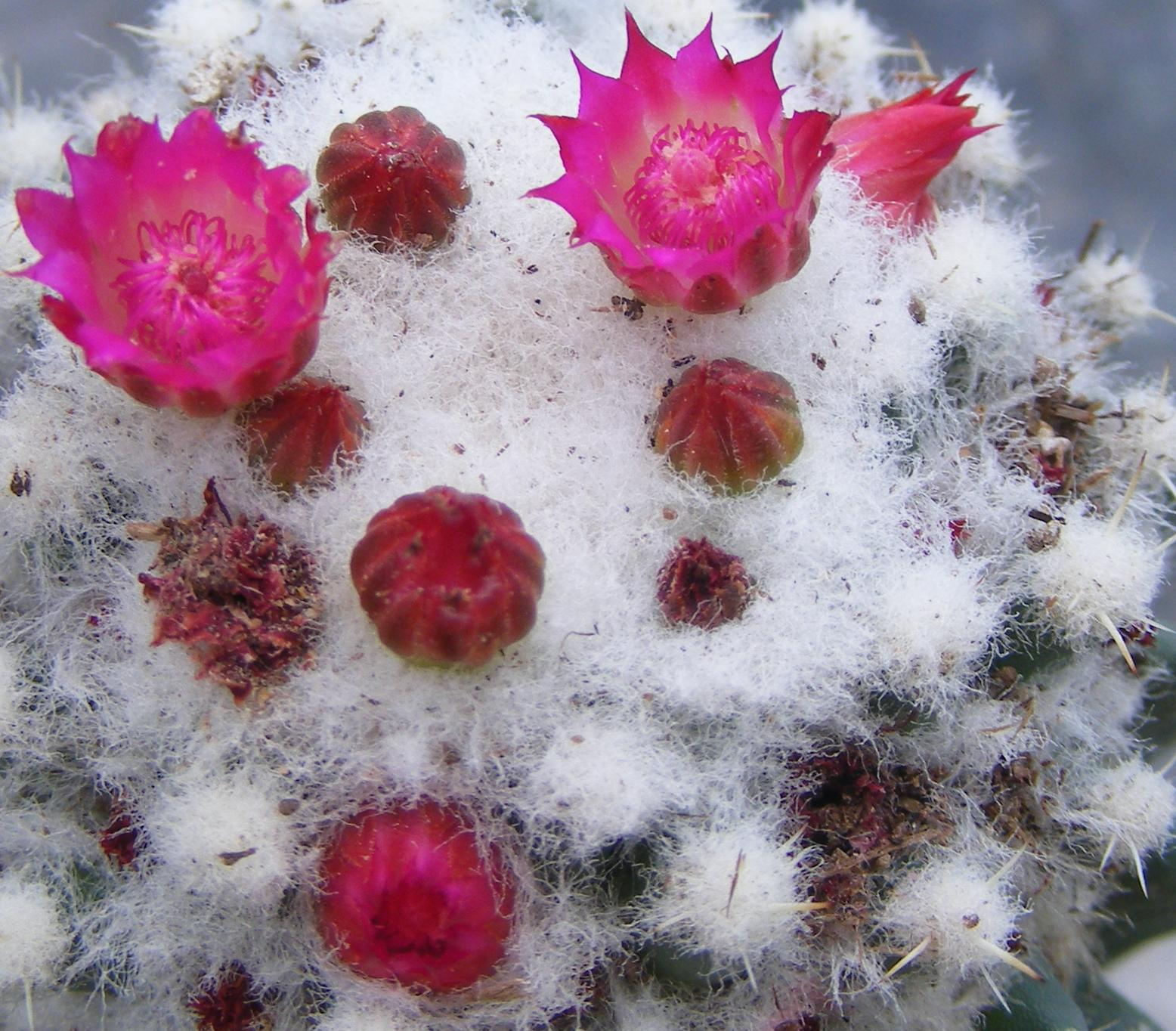
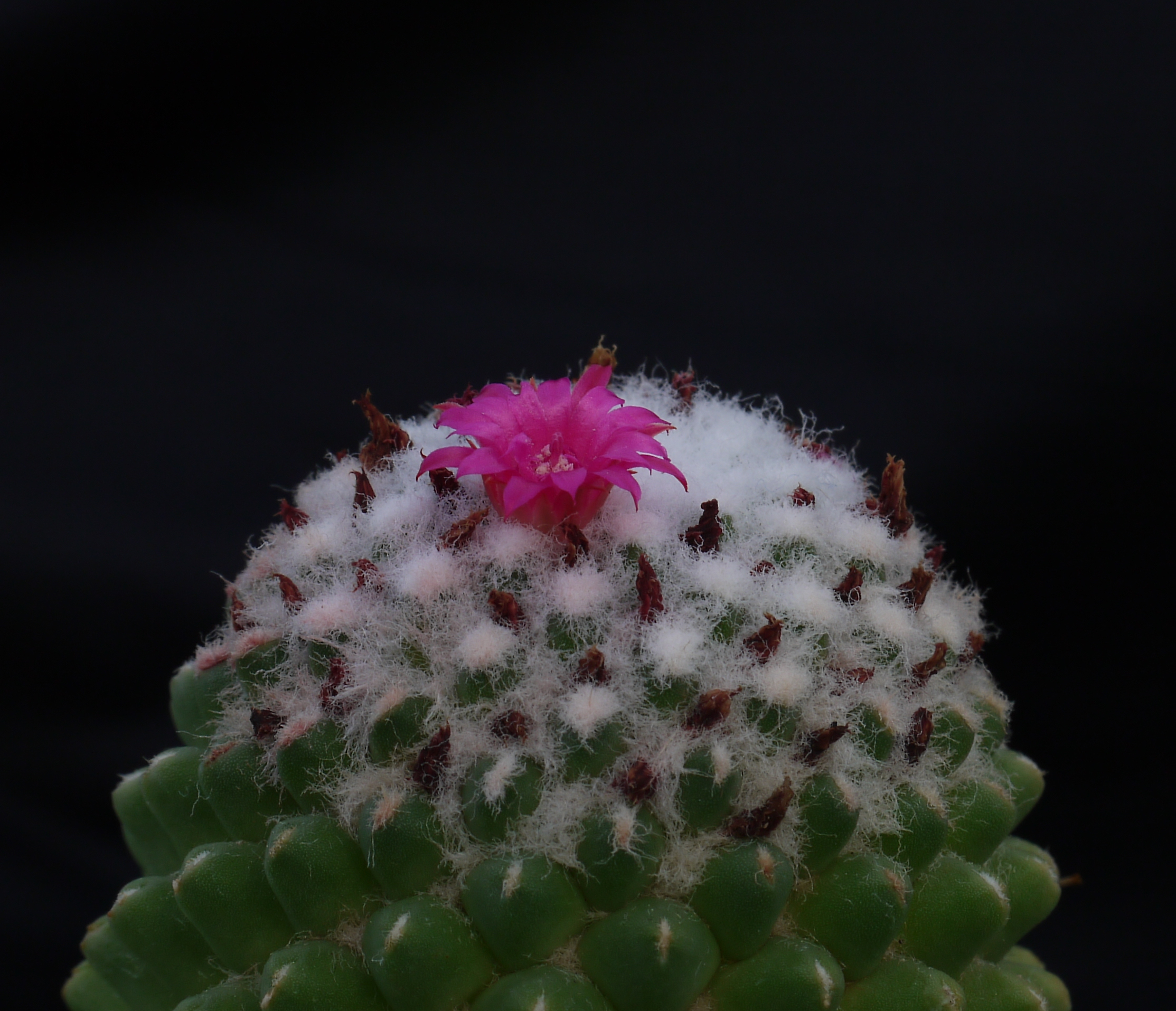
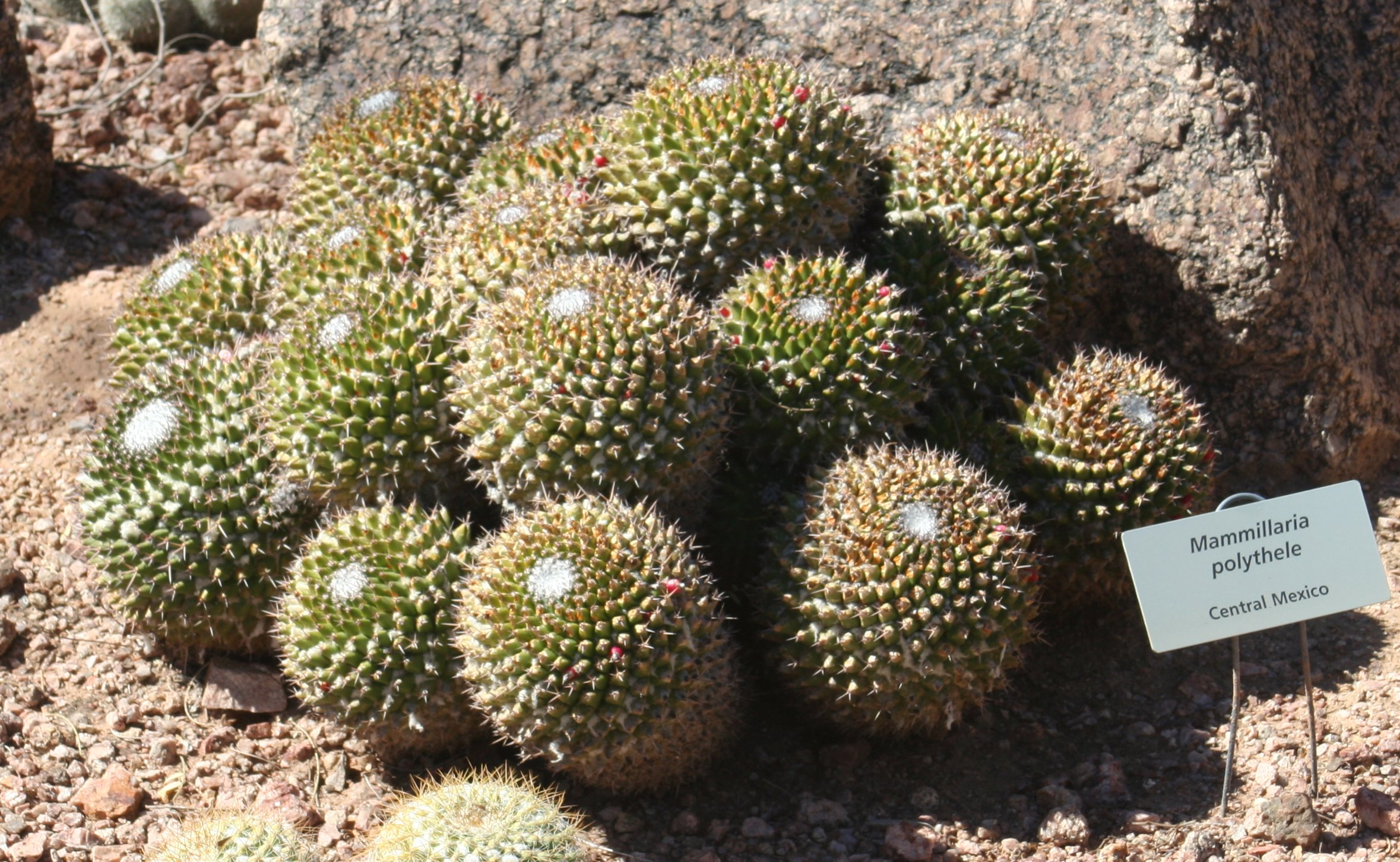
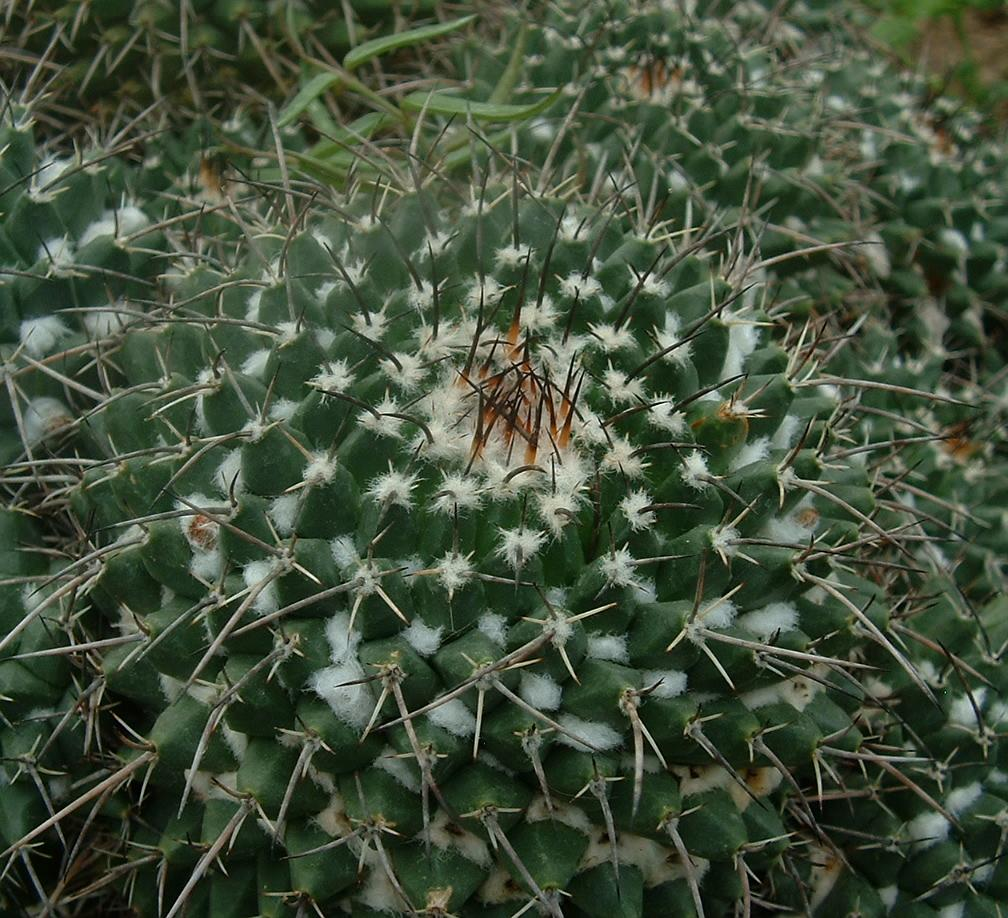
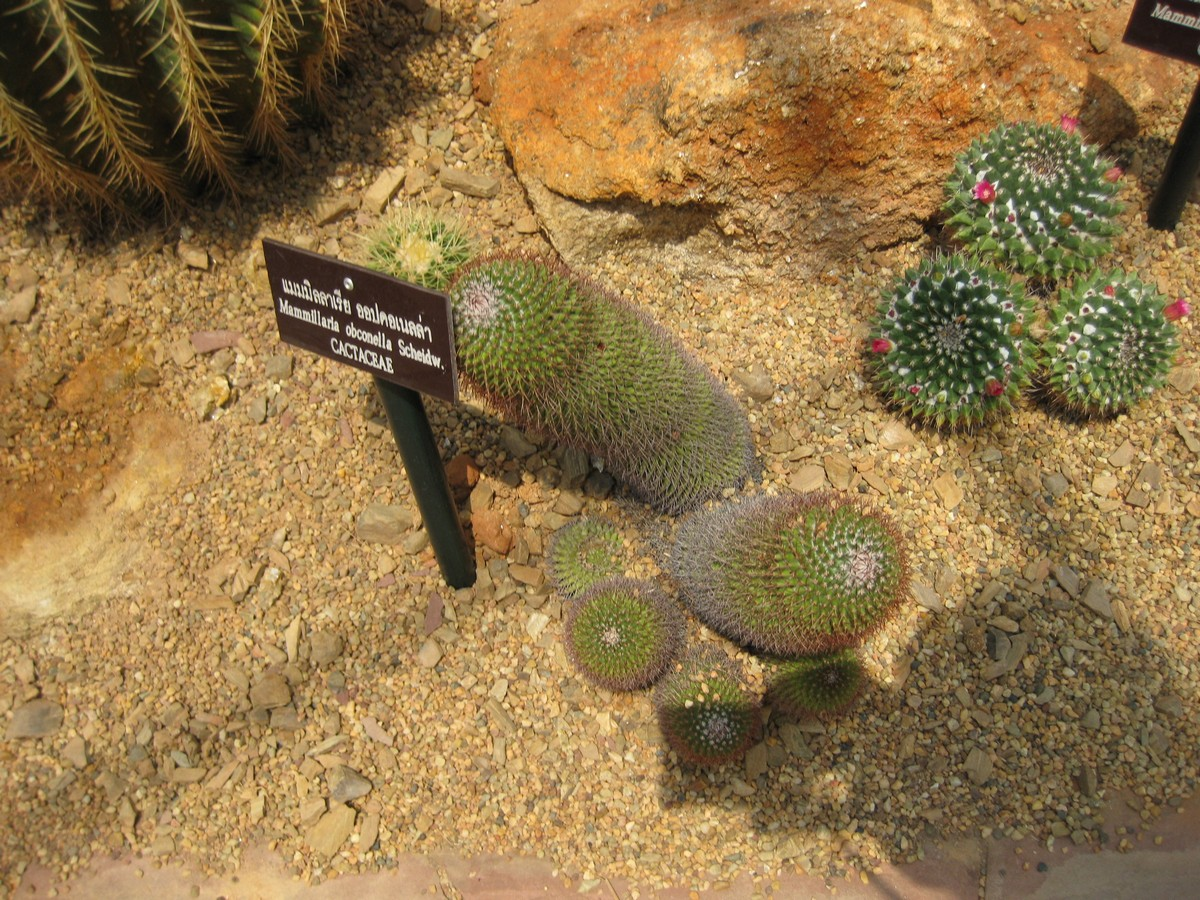